# Ruy Netto
Ruy de Valladares Porto Netto (sinh ngày 2 tháng 2 năm 1980) là một cựu cầu thủ bóng đá người Brasil.